# 長髪大怪獣ゲハラ
『長髪大怪獣ゲハラ』（ちょうはつだいかいじゅうゲハラ）は、2009年に制作された日本の特撮映画。

## 概要
2008年4月にNHKのテレビ番組『テレ遊びパフォー!』で、怪獣デザインコンテストでグランプリに選ばれた「長髪大怪獣ゲハラ」を映像化したもの。2009年2月24日深夜に番組内で放送された後、同年3月の「ゆうばり国際ファンタスティック映画祭」で上映され、市民賞を受賞した。
美術はマーブリング・ファインアーツが担当し、建物のミニチュアには同社の所有物が使われた。正味15分（後述のディレクターズカット版でも21分）という短編だが、裏話によれば『NHKスペシャル』1本分の予算が投じられたという。それでも予算面での制約はあったため、ゲハラの金沢進撃シーンではいわゆる「石膏壊し」と呼ばれるミニチュア破壊シーンを極力抑えた描写になっている。
放送後には、CGパートを加えて再編集したディレクターズカット版が制作された。

## 長髪大怪獣 ゲハラ
全身が長い毛で覆われた怪獣。名前の由来は「禿げ」。山奥にある「毛覇羅神社」で長年封印されていたが、封印が解かれたために復活する。毛がクッションの役割を果たすために砲撃を寄せ付けず、被弾した個所や剥離した破片から毒ガス並みの異臭を放つ。また、ゲハラに襲われた人間はなぜか頭髪を失っている。
日本海で操業していた漁船「友郎丸」を襲撃した後、能登半島北部に上陸して送電線などを破壊しながら南下し、金沢市内に入って市街地を蹂躙したが、防衛隊に撃退され、山に帰って倒されたところを宇宙人に捕えられる。本編終了後に流れた偽予告編『ゲハラ完結編 怪獣戒厳令』では、地球侵略を企む宇宙人にコントロールされ、東京を襲撃する。

## 登場兵器・メカニック
気体渦動展開装置〈フージン〉
防衛隊科学班が開発した新型兵器。見た目は大きな扇風機で、履帯付きの四脚の上に設置されている。生じさせられる最大風速は120m/s。ゲハラが放つ体臭を吹き飛ばしただけではなく、砲弾が貫通しやすいゲハラの頭部を風圧で露出させ、戦車隊による攻撃を支援した。
- ミニチュアには扇風機をそのまま使用し、支柱にタラップを取り付けるなどしてスケール感を出している。

74式戦車
金沢市に展開した防衛隊の主力兵器。実在する兵器であるが、撮影にはタイヨーのラジコン戦車「R/Cバトルタンク」シリーズのものが使用されており、実車とは形状が異なる。また、『ゲハラ完結編 怪獣戒厳令』の予告編には90式戦車も登場している。
89式5.56mm小銃・AR-15自動小銃
双方ともに実在する自動小銃。防衛隊の普通科部隊がゲハラに対して使用している。
F-2
実在する戦闘機。防衛隊機として登場し、金沢市の市街地から山中へと逃走したゲハラを爆撃する。登場した機体はCGで描かれている。

## キャスト
- 萩原英男：大沢健
- 萩原桃子：藤井美菜
- 萩原都留子：丘みつ子
- 戦車隊隊長：ピエール瀧
- 森下悠里
- 紅井ユキヒデ
- 医師：ジジ・ぶぅ
- マーク・チネリー
- 通信兵：松本若菜、木村圭作
- ヒデ
- ワッキー（ペナルティ）
- 大沢あかね
- 宇宙人：テリー伊藤
- 前田真理
- 大木三郎
- 大石めぐみ
- 貞平麻衣子
- ゲハラ：吉田和宏
- 神主：田口トモロヲ
- 防衛隊指揮官：渡辺裕之
- 漁師・久保：津田寛治
- 村上博士：佐野史郎

## スタッフ
- 製作総指揮：樋口真嗣
- 企画・脚本：みうらじゅん
- 原案：根本真弥
- プロデューサー：松野拓行
- 撮影監督：村川聡
- 本編照明：内堀定通
- 録音：雄谷元一
- 編集：佐藤敦紀
- 美術：稲付正人
- 装飾：饗庭宏樹、柴田大雅
- 造形：藤原カクセイ
- 操演：辻川明宏
- 特殊効果：岩田安司、中條勝美
- スーツアクター指導：喜多川2tom
- 音楽：伊福部昭
- 監督助手：宮崎龍太
- 人形制作：寒河江弘
- 音響効果：柴崎憲治、中村翼
- 光学合成：田口清隆、菅原万理子、諸星勲
- 光学作画：飯塚定雄
- ポスターデザイン：開田裕治
- スペシャルサンクス：尾上克郎、神谷誠
- 制作プロダクション：イマージュ
- 製作：日本放送協会
- 監督：田口清隆

## 映像ソフト
2009年9月30日にBDとDVDがキングレコードから発売された。ディレクターズカット版を本編とし、映像特典に『テレ遊びバフォー!』での放映回を収録している。